# ACTA1

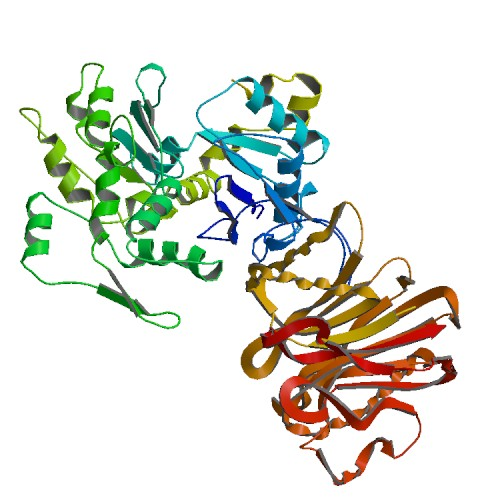
Estructura proteica de la proteína actina alfa-1.

ACTA1 es un gen de humanos que codifica para la  actina alfa-1. La proteína actina codificada por el gen es una de las isoformas típicas el músculo esquelético, formando parte del aparato contráctil del músculo. También se expresa en el músculo cardiaco y en la glándula tiroides. Su secuencia consta de siete exones, que producen cinco transcritos conocidos.
Su expresión génica se induce por los estímulos conducentes a la formación del músculo. De hecho, la expresión del gen codificante para la actina provoca la expresión de otros genes miogénicos, esenciales para la formación del músculo. Un factor de transcripción implicado en la activación de la expresión de ACTA1 es SRF (el factor de respuesta al suero), una proteína que reconoce y se une su secuencia promotora. La actuación de SRF no es única: en muchos casos, otras proteínas intervienen en la activación de la expresión de la actina, como las señales derivadas de la presencia de andrógenos (a veces denominados esteroides anabólicos), lo cual está relacionado con la actividad de estos últimos como inductores del desarrollo muscular.